# Lou Silver
Louis Grant Silver, detto Lou (in ebraico לו סילבר‎?; New York, 27 novembre 1953), è un ex cestista statunitense naturalizzato israeliano.

## Carriera
Con Israele ha partecipato a tre edizioni dei Campionati europei (1979, 1981, 1983).

## Palmarès
- Campionato israeliano: 10

Maccabi Tel Aviv: 1975-76, 1976-77, 1977-78, 1978-79, 1979-80, 1980-81, 1981-82, 1982-83, 1983-84, 1984-85
- Coppa di Israele: 8

Maccabi Tel Aviv: 1976-77, 1977-78, 1978-79, 1979-80, 1980-81, 1981-82, 1982-83, 1984-85
- Coppa dei Campioni: 2

Maccabi Tel Aviv: 1976-77, 1980-81
- Coppa Intercontinentale: 1

Maccabi Tel Aviv: 1980